# Человек и его птица
«Человек и его птица» — советский рисованный мультипликационный фильм для взрослых, поставленный в 1975 году режиссёром Анатолием Солиным. Фильм повествует об извечно нелёгкой судьбе простого человека и, в отсутствие диалога, полностью построен на музыке композитора Софьи Губайдулиной.
В 1979 году мультфильм был показан в Оберхаузене и получил Диплом в рамках международного кинофестиваля короткометражных фильмов.
30 марта 2008 года мультфильм был показан в программе «Советские мультфильмы „с полки“. 1939—1975», представленной историком анимации Георгием Бородиным.

## Сюжет
Мультипликационный фильм советского периода рассказывает о тяжёлом моменте обычного человека, вынужденного трудиться и мучаться в «городских джунглях», среди небоскребов и постоянного движения. Но лишь оставшись наедине с собой, во сне, человек может вырваться из плена каменного мешка.

## Съёмочная группа
| автор сценария             | Роза Хуснутдинова                                                                    |
| режиссёр                   | Анатолий Солин                                                                       |
| художник-постановщик       | Инна Пшеничная                                                                       |
| оператор                   | Владимир Милованов                                                                   |
| композитор                 | Софья Губайдулина                                                                    |
| звукооператор              | Людмила Улькина                                                                      |
| художники-мультипликаторы: | Анатолий Солин, Светлана Сичкарь, Елена Вершинина, Михаил Першин                     |
| художники:                 | Елена Строганова, Александр Сичкарь, Ирина Дегтярёва, Галина Черникова, Ольга Хорова |
| монтажёр                   | Марина Трусова                                                                       |
| редактор                   | Г. Юдина                                                                             |

- Создатели приведены по титрам мультфильма.